# Stefan Luitz
Stefan Luitz (ur. 26 marca 1992 w Bolsterlang) – niemiecki narciarz alpejski, brązowy medalista mistrzostw świata i wicemistrz świata juniorów.

## Kariera
Specjalizuje się w konkurencjach technicznych. Po raz pierwszy na arenie międzynarodowej pojawił się 3 grudnia 2007 roku w Kaunertal, gdzie w zawodach University Race w slalomie nie ukończył drugiego przejazdu. W 2009 roku zdobył srebrny medal w gigancie podczas olimpijskiego festiwalu młodzieży Europy w Szczyrku. W tym samym roku wystąpił też na mistrzostwach świata juniorów w Garmisch-Partenkirchen, gdzie zajął 30. miejsce w slalomie, a giganta nie ukończył. Podczas rozgrywanych rok później mistrzostw świata juniorów w Mont Blanc wywalczył srebrny medal w gigancie. Jeszcze dwukrotnie startował na imprezach tego cyklu, lecz nie stawał na podium.
W zawodach Pucharu Świata zadebiutował 8 stycznia 2011 roku w Adelboden, gdzie nie zakwalifikował się do pierwszego przejazdu giganta. Pierwsze pucharowe punkty wywalczył 26 lutego 2012 roku w Crans-Montana, zajmując 29. miejsce w tej samej konkurencji. Na podium zawodów tego cyklu po raz pierwszy stanął 9 grudnia 2012 roku w Val d’Isère, zajmując drugie miejsce w gigancie. Rozdzielił tam Austriaka Marcela Hirschera i Teda Ligety'ego z USA. W 2014 roku wystartował na igrzyskach olimpijskich w Soczi, jednak slalomu nie ukończył, a w gigancie został zdyskwalifikowany. W 2013 roku wspólnie z kolegami i koleżankami z reprezentacji wywalczył brązowy medal w rywalizacji drużynowej na mistrzostwach świata w Schladming. Był też między innymi dwudziesty w gigancie podczas mistrzostw świata w Vail/Beaver Creek w 2015 roku. W sezonie 2019/2020 zajął trzecie miejsce w klasyfikacji PAR, plasując się za Szwajcarem Loïkiem Meillardem i Rasmusem Windingstadem z Norwegii.

## Osiągnięcia

### Igrzyska olimpijskie
| Miejsce | Dzień     | Rok  | Miejscowość     | Konkurencja | Czas biegu | Strata | Zwycięzca  |
| ------- | --------- | ---- | --------------- | ----------- | ---------- | ------ | ---------- |
| DSQ1    | 19 lutego | 2014 | Krasnaja Polana | Gigant      | 2:45.29    | -      | Ted Ligety |
| DNF2    | 22 lutego | 2014 | Krasnaja Polana | Slalom      | 1:41.84    | -      | Mario Matt |

### Mistrzostwa świata
| Miejsce | Dzień     | Rok  | Miejscowość       | Konkurencja       | Czas zawodów | Strata | Zwycięzca            |
| ------- | --------- | ---- | ----------------- | ----------------- | ------------ | ------ | -------------------- |
| 29.     | 18 lutego | 2011 | Ga-Pa             | Gigant            | 2:10,56      | +2,80  | Ted Ligety           |
| DNF1    | 20 lutego | 2011 | Ga-Pa             | Slalom            | 1:41,72      | -      | Jean-Baptiste Grange |
| 3.      | 12 lutego | 2013 | Schladming        | Drużynowo         | -            | -      | Austria              |
| DSQ1    | 15 lutego | 2013 | Schladming        | Gigant            | 2:28,92      | -      | Ted Ligety           |
| 21.     | 17 lutego | 2013 | Schladming        | Slalom            | 1:51,03      | +3,63  | Marcel Hirscher      |
| 20.     | 13 lutego | 2015 | Vail/Beaver Creek | Gigant            | 2:34,16      | +3,67  | Ted Ligety           |
| 14.     | 17 lutego | 2017 | Sankt Moritz      | Gigant            | 2:13,31      | +1,52  | Marcel Hirscher      |
| 28.     | 19 lutego | 2017 | Sankt Moritz      | Slalom            | 1:34,75      | +4,40  | Marcel Hirscher      |
| DNF1    | 15 lutego | 2019 | Åre               | Gigant            | 2:20,24      | -      | Henrik Kristoffersen |
| 9.      | 16 lutego | 2021 | Cortina d’Ampezzo | Gigant równoległy | -            | -      | Mathieu Faivre       |
| 3.      | 17 lutego | 2021 | Cortina d’Ampezzo | Drużynowo         | -            | -      | Norwegia             |
| 7.      | 19 lutego | 2021 | Cortina d’Ampezzo | Gigant            | 2:05,86      | +1,99  | Mathieu Faivre       |

### Mistrzostwa świata juniorów
| Miejsce | Dzień       | Rok  | Miejscowość            | Konkurencja | Czas biegu | Strata | Zwycięzca               |
| ------- | ----------- | ---- | ---------------------- | ----------- | ---------- | ------ | ----------------------- |
| DNF1    | 5 marca     | 2009 | Garmisch-Partenkirchen | Gigant      | 2:18.49    | -      | Alexis Pinturault       |
| 30.     | 6 marca     | 2009 | Garmisch-Partenkirchen | Slalom      | 1:20.78    | +3.96  | Jesper Riis-Johannessen |
| 2.      | 31 stycznia | 2010 | Region Mont Blanc      | Gigant      | 2:17,55    | +0.77  | Maxence Muzaton         |
| DNF1    | 2 lutego    | 2010 | Region Mont Blanc      | Slalom      | 1:30.97    | -      | Reto Schmidiger         |
| 8.      | 30 stycznia | 2011 | Crans-Montana          | Gigant      | 2:19.62    | +1.98  | Alexis Pinturault       |
| DNF2    | 31 stycznia | 2011 | Crans-Montana          | Slalom      | 1:28.54    | -      | Reto Schmidiger         |
| 52.     | 3 lutego    | 2011 | Crans-Montana          | Zjazd       | 1:37.34    | +4.12  | Alexis Pinturault       |
| 34.     | 4 lutego    | 2011 | Crans-Montana          | Supergigant | 1:22.43    | +3.05  | Boštjan Kline           |
| 8.      | 7 marca     | 2012 | Roccaraso              | Gigant      | 2:39.50    | +1.31  | Henrik Kristoffersen    |
| DNF2    | 9 marca     | 2012 | Roccaraso              | Slalom      | 1:38.44    | -      | Santeri Paloniemi       |

### Puchar Świata

#### Miejsca w klasyfikacji generalnej
- sezon 2011/2012: 147.
- sezon 2012/2013: 65.
- sezon 2013/2014: 47.
- sezon 2014/2015: 68.
- sezon 2015/2016: 38.
- sezon 2016/2017: 23.
- sezon 2017/2018: 50.
- sezon 2018/2019: 42.
- sezon 2019/2020: 50.
- sezon 2020/2021: 51.
- sezon 2021/2022: 126.

#### Miejsca na podium w zawodach
1. Val d’Isère – 9 grudnia 2012 (gigant) – 2. miejsce
2. Val d’Isère – 14 grudnia 2013 (gigant) – 3. miejsce
3. Åre – 12 grudnia 2014 (gigant) – 3. miejsce
4. Garmisch-Partenkirchen – 29 stycznia 2017 (gigant) – 3. miejsce
5. Beaver Creek – 3 grudnia 2017 (gigant) – 3. miejsce
6. Val d’Isère – 9 grudnia 2017 (gigant) – 2. miejsce
7. Beaver Creek – 2 grudnia 2018 (gigant) – 1. miejsce
8. Alta Badia – 23 grudnia 2019 (gigant równoległy) – 2. miejsce